# Ernani Fornari
Ernani Guaragna Fornari (Rio Grande, 15 de dezembro de 1899 — Rio de Janeiro, 8 de junho de 1964) foi um escritor, poeta, teatrólogo e historiador brasileiro, cuja obra literária transita entre o Simbolismo e o Modernismo.
Filho de um imigrante italiano de hábitos boêmios, teve uma infância pobre. Iniciou sua carreira de escritor com a poesia, publicando sua primeira obra em 1925, Missal da ternura e da humildade., aderindo a uma estética modernista posteriormente, escrevendo, também, poemas em prosa. Também publicou livros de contos, como o Guerra das fechaduras, em 1931; romances, O homem que era dois, em 1935; e peças de teatro.
Escreveu uma biografia do padre Landell de Moura, logo após o falecimento do sacerdote.

## Obras

### Poesia
- Missal da ternura e da humildade (1925)
- Trem da Serra (1928)
- Praia dos Milagres (1932)
- Quatro poemas brasileiros (inédito)

### Prosa
- Guerra das fechaduras (1931)
- O homem que era dois (1935)